# Preah Khan Kompong Svay
Il complesso archeologico del Preah Khan (di) Kompong Svay, denominato localmente Prasat Bakan, si trova 100 km a est di Angkor, nella provincia di Preah Vihear, in Cambogia. Era collegato da una strada reale al complesso di Beng Mealea. Preso a sé stante, è il complesso religioso più vasto costruito nell'Impero Khmer, anche la sua locazione geografica isolata ne fa uno dei siti angkoriani meno visitati.

## Status UNESCO
Il sito è stato proposto come Candidato alla lista dei Patrimoni dell'Umanità dell'UNESCO il 1º settembre 1992, nella categoria culturale.

## Storia
Ci sono pochi dati storici sul Preah Khan Kompong Svay. Gli studiosi francesi ne attribuiscono la fondazione originaria all'XI secolo, forse al regno di Suryavarman I. Nel secolo successivo vi contribuirono con edifici e iscrizioni anche Suryavarman II e Jayavarman VII, che vi abitò nel periodo precedente la liberazione della capitale Yasodharapura dagli invasori Cham nel 1181. Da qui proviene la famosa testa scolpita che si crede raffiguri Jayavarman VII, ora custodita al Museo Nazionale di Phnom Penh, nonché numerose opere asportate dalla spedizione di Louis Delaporte, ma anche da ladri e trafficanti di opere d'arte. Dopo una serie di missioni di studio francesi dell'ultimo quarto dell'Ottocento e del primo del Novecento, furono solo dei rilevamenti aerei effettuati nel 1937 su iniziativa di Victor Goloubew a chiarire l'estensione effettiva del complesso.

## Descrizione del sito
Il complesso è orientato a Nord-Est. La più esterna delle quattro recinzioni è un quadrato di circa 5 km di lato. Sul lato orientale si inserisce, metà dentro e metà fuori la recinzione, un baray di 2.987 m per 518 m, quasi completamente prosciugato, che nel mezzo ha un'isola artificiale su cui sorge il santuario di Preah Thkol. Nei pressi dell'angolo sudorientale del baray giacciono le rovine del santuario di Preah Damrei, di cui rimane quasi solo la piramide a gradini quadrata alta 15 metri. Sul bordo occidentale, all'interno della recinzione, preceduto da un approdo con terrazza cruciforme, vi è il Prasat Preah Stun, ove la presenza di una torre centrale quadrata con il viso del Buddha Lokeśvara scolpito sulle quattro facce ed altri elementi architettonici portano ad attribuirlo al regno di Jayavarman VII. Una strada rialzata in laterite portava da qui ad una recinzione interna, di 701 m per 1097 m, dotata di quattro gopura e circondata da un fossato. Un'ultima recinzione racchiudeva il santuario centrale, a pianta cruciforme ed orientato approssimativamente ad est, oramai crollato. Sorgeva su un basamento a due livelli con porte verso le quattro direzioni ed era circondato da una galleria con finestre rivolte all'interno.